# ヨソの番組乗っかりクイズ 寄生番組パラサイト
「ヨソの番組乗っかりクイズ 寄生番組パラサイト」（ヨソのばんぐみのっかりクイズ きせいばんぐみパラサイト）は、テレビ東京で2024年より不定期に放送されているバラエティ番組である。

## 概要
テレビ東京で放送される番組の撮影現場にその番組とは無関係なスタッフをカメラを持って潜入させ、番組本編では使わないであろう素材を収集。
その素材から勝手にクイズ問題として編集して出題する、番宣番組としての側面も持ち合わせたクイズバラエティ番組である。
「使わなくなった素材を再利用」というコンセプトから、アルコ&ピースとマヂカルラブリーの2組はかつて同局で放送された番組『ピラメキーノ』の衣装を着て番組に参加、クイズに回答する。
同じくアルコ&ピースが出演した『勇者ああああ』『アルコ&ピースのメガホン二郎』、マヂカルラブリーが出演した『マヂカルクリエイターズ』とは板川侑右をはじめとする一部スタッフが共通していることもあってか、出題される問題も他のクイズ番組では成立しないような粗いものや、VTRの出演者や回答者2組を弄った悪意の入ったものが少なくない点も特徴の一つである。

## ルール
第1弾では1問正解につき100万円が積み立てられるルールで進行。通常問題で不正解になっても金額に変動はない。2週目最後に行われるボーナス問題に正解すると積み立てた金額を獲得できるが、不正解だと没収となる。
第2弾では1問正解ごとの賞金が1万円に減少、その他のルールは同様。
第3弾では「回答者のテンションが露骨に下がった」という理由で再度1問正解で100万円積み立てのルールとなる。また1週目でもボーナスクイズが行われ、正解できれば積み立てた金額を2週目に繰り越すことが可能。一応その時点で獲得した賞金を持ち帰ることは出来るが、その場合金額が1000分の1になってしまう。

## 出演者

### 回答者
- アルコ&ピース（平子祐希・酒井健太）

- マヂカルラブリー（野田クリスタル・村上）

### 天の声
- 谷拓哉[注釈 3]

### VTRナレーション
- 植草朋樹（テレビ東京アナウンサー）

## 放送リスト
| 7月16日 0:30 - 1:00  | 「水バラ ローカル路線バスvsローカル鉄道乗り継ぎ対決旅」                             | 太川陽介、村井美樹 |                                                                              |
| 7月23日 0:40 - 1:10  | 「所さんの学校では教えてくれないそこんトコロ!」 「デカ盛りハンター」 「ゲーム王国」 | 別府ともひこ（エイトブリッジ） もえのあずき、マシンガンズ（滝沢秀一・西堀亮）、元谷芙美子 江戸家猫八、林家三平、白石美樹 |                                                                              |
| 10月19日 1:02 - 1:33 | 「Qrosの女 スクープという名の狂気」                                                 | 桐谷健太、内藤秀一郎、影山拓也（IMP.）、えなりかずき、岡部たかし、角谷暁子（テレビ東京アナウンサー）                     |                                                                              |
| 10月26日 0:52 - 1:23 | 「DAN!DAN!EBiDAN!」                                                                 | EBiDAN JOY | 2025年4月22日 火曜 00:15 - 00:45に福島放送（福島県）で変則的に単発放送された |
| 12月17日 0:40 - 1:10 | 「テレ東系旅の日～ローカル路線バス乗り継ぎの旅8時間SP～」                           | 太川陽介、信子（ぱーてぃーちゃん）、水谷隼                                                                               |                                                                              |
| 12月24日 0:30 - 1:00 | 「家政婦クロミは腐った家族を許さない」 「池上彰の元日初解説 2025年はこうなる!」     | 藤原紀香、ゴン（ビックスモールン） 池上彰 はる（エルフ）、園山真希絵                                                     |                                                                              |

| 4月8日 0:30 - 1:00  | 「失踪人捜索班 消えた真実」                                                  | 町田啓太、パンク町田                                                                |  |
| 4月15日 0:30 - 1:00 | 「世界を救う!ワンにゃフル物語 柴と三毛と亀梨くん」 「ペット大集合!ポチたま」 | 柴田理恵、峰竜太、松本秀樹                                                          |  |
| 5月13日 0:30 - 1:00 | 「世界卓球」                                                                 | 水谷隼、ベルナルド、ケロのしっぽ                                                    |  |
| 5月20日 0:30 - 1:00 | 「世界卓球」 「昼めし旅 〜あなたのご飯見せてください!〜」                    | 福澤朗、デッカチャン、ハローケイスケ 西堀亮（マシンガンズ）、小林知之（火災報知器） |  |